# Électrodialyse
Pour les articles homonymes, voir Dialyse (homonymie).

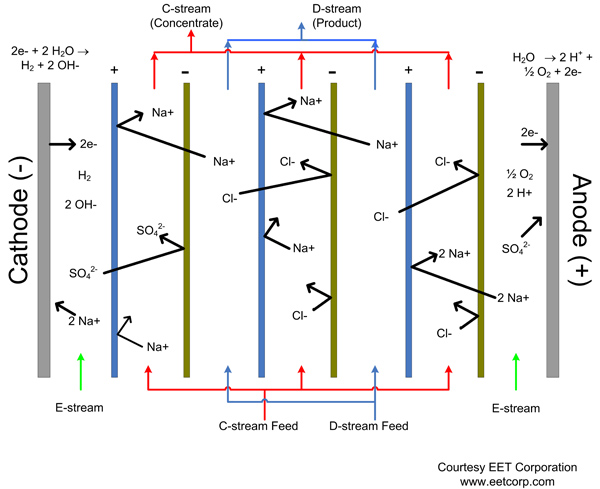
Principe de l'électrodialyse

L'électrodialyse est un processus qui assure une extraction des ions d'une solution.

## Description
L'appareil qui l'effectue, un électrodialyseur, est composé de nombreux compartiments et de membranes alternativement anioniques et cationiques. Lors de l'action du champ électrique, la membrane anionique permet le passage des anions et la membrane cationique laisse franchir les cations.
Les cations sortent du premier compartiment en franchissant la membrane cationique et sont bloqués dans le deuxième compartiment par la membrane anionique. Les anions sortent aussi du premier compartiment en migrant vers la membrane anionique et sont bloqués par la membrane cationique.
Ce qui explique que le premier compartiment a sa concentration en sel dissous qui diminue. Cela est donc un compartiment de dilution. Le deuxième compartiment se voit augmenter en sels dissous. C'est alors un compartiment de concentration. Un compartiment est en dilution, l'autre en concentration, l'autre en dilution, l'autre en concentration et ainsi de suite. Une électrode à chaque extrémité de l'appareil assure le passage du courant. Les membranes alternativement anioniques et cationiques séparent les compartiments. Les substances non ionisées qui sont dissoutes dans la solution ont leurs teneurs qui restent les mêmes, car le courant électrique n'a aucune influence.
L'électrodialyse a des applications en déminéralisation (dessalement) ou en minéralisation (augmentation de la teneur en ions de solutions). Elle est aussi utilisée en galvanoplastie, ce qui permet de traiter les effluents afin de concentrer les bains de dépôts.
L'électrodialyse n'est possible qu'entre une certaine concentration afin d'empêcher la cristallisation des sels ou une résistance ohmique trop importante. Il est aussi fortement conseillé de rester en dessous de la valeur des courants limites. Car des composés parasites sont créés au niveau des membranes.
L'élimination des sels a un rendement d'environ 45 % par passe, il faut donc plusieurs passes .

## Usages
L'électrodialyse à membrane est utilisée depuis la deuxième partie du XXe siècle dans :
- l'industrie du textile pour traiter les liquides de processus,
- l'industrie pharmaceutique pour la production d’acides organiques, vitamine C, purification d’acides aminés, régénération d’amines dans la purification de fumées d’incinération ou la préparation de solutions isotoniques,
- l'industrie agroalimentaire à base de lait pour extraire le lactosérum, à base de fruit pour la désacidification des jus et acidification[1] des vins,
- l'industrie du dessalement d'eaux saumâtres.